# 多米尼加祖国祭坛
祖国祭坛（Altar de la Patria）是多米尼加共和国圣多明各的一座白色大理石陵墓，安葬着多米尼加共和国三位开国国父的遗体: 胡安·巴勃罗·杜阿尔特、弗朗西斯科·罗萨里奥·桑切斯和马蒂亚斯·雷蒙·梅亚，统称为“三位一体”（La Trinitaria）。在陵墓里有三位国父的雕像，由意大利雕塑家尼古拉斯·阿里吉尼（Nicholas Arrighini）雕刻；还点燃“永恒的火焰”，以纪念爱国者。祭坛位于伯爵堡垒（Baluatre del Conde）内，是独立公园（Parque Independencia）的主要景点。

## 历史

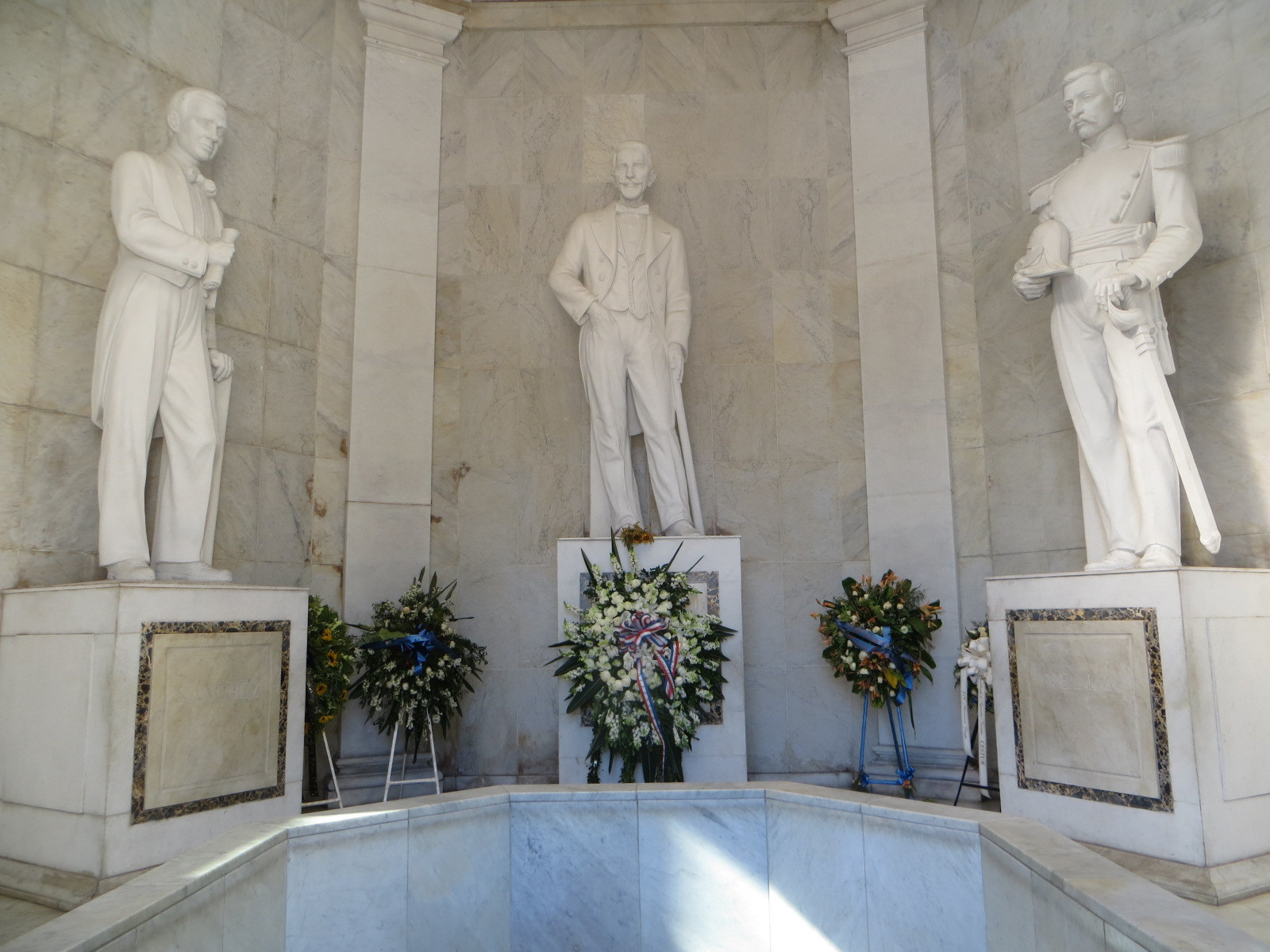
从左向右：弗朗西斯科·罗萨里奥·桑切斯、胡安·巴勃罗·杜阿尔特和马蒂亚斯·雷蒙·梅亚, 三位国父的陵墓

1912年，建筑师安东宁·内科多马（Antonin Nechodoma）重新设计伯爵门，为现在的状态；不再有一条街穿过公园。 后来在1976年建造了祖国祭坛。祭坛位于独立公园（Parque Independencia）的中心，建筑师克里斯蒂安·马丁内斯·维拉纽瓦（Cristian Martínez Villanueva）。
在被安置在祖国祭坛之前，三位国父的遗体保存在主教座堂的不朽小堂（Capilla de los Inmortales）。从1943年3月27日起，他们在伯爵门保存了33年，然后迁入最后的安息地，当时新建的祖国祭坛。